# Бејнбриџ Ајланд (Вашингтон)
Бејнбриџ Ајланд (енгл. Bainbridge Island) град је у америчкој савезној држави Вашингтон. По попису становништва из 2020. у њему је живело 24.825 становника.

## Демографија
Према попису становништва из 2010. у граду је живело 23.025 становника, што је 2.717 (13,4%) становника више него 2000. године.
| Група             | 2000.          | 2010.          |
| Белци             | 18.624 (91,7%) | 20.370 (88,5%) |
| Афроамериканци    | 57 (0,3%)      | 100 (0,4%)     |
| Азијати           | 487 (2,4%)     | 742 (3,2%)     |
| Хиспаноамериканци | 440 (2,2%)     | 887 (3,9%)     |
| Укупно            | 20.308         | 23.025         |